# Jüdischer Friedhof (Baryssau)
Koordinaten: 54° 15′ 29,9″ N, 28° 29′ 43,1″ O

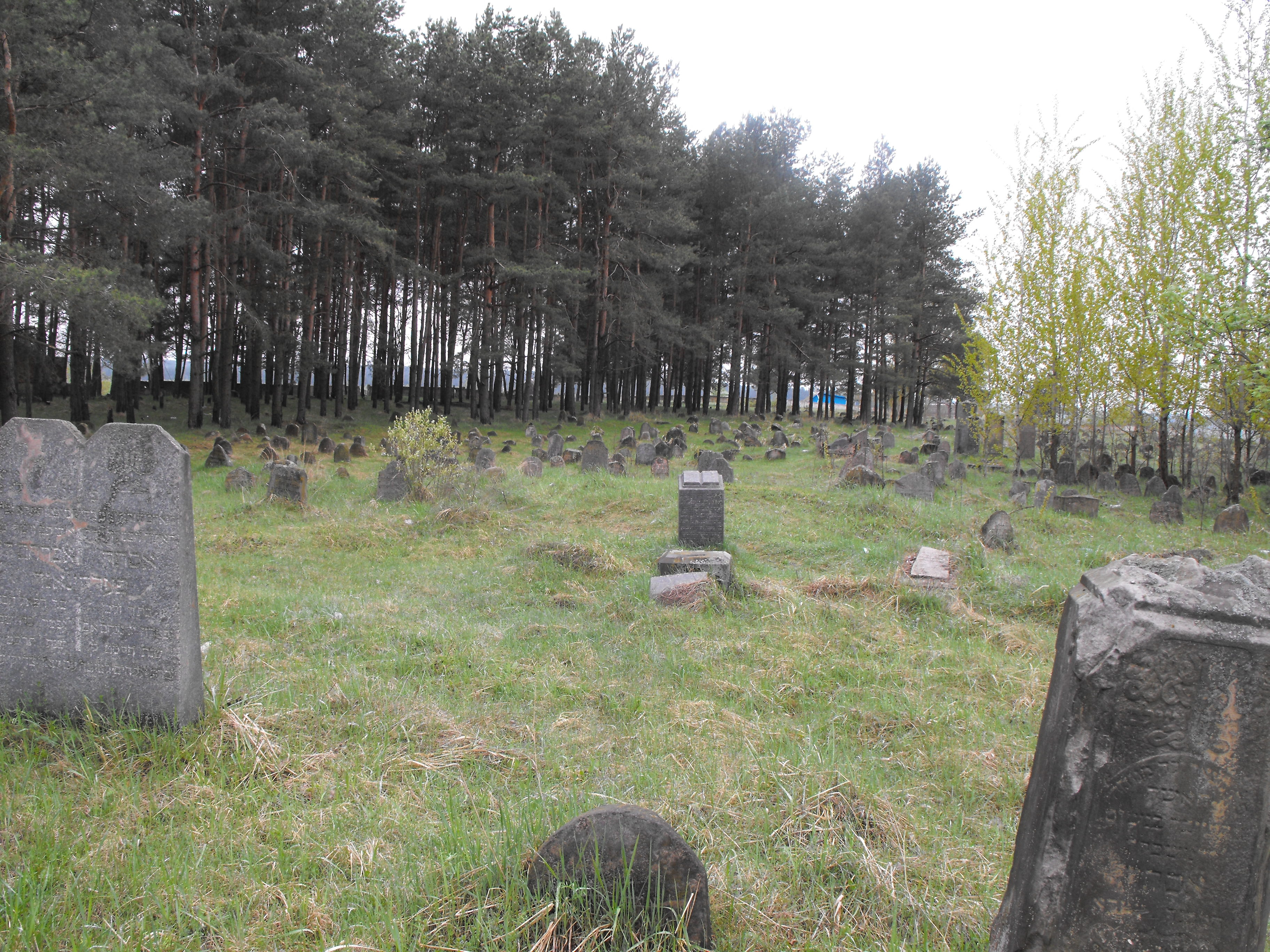
Jüdischer Friedhof Baryssau (2011)

Der Jüdische Friedhof Baryssau liegt in Baryssau, einer Stadt in der Woblasz Minskaja in mittleren Norden von Belarus.
Auf dem jüdischen Friedhof zwischen der westlich fließenden Beresina und der P 63 sind zahlreiche Grabsteine erhalten.